# Лонг Сюйен
Лонг Сюйен (на виетнамски: Long Xuyên) e град във Виетнам. Населението му е над 245 699 жители (по данни от 2009 г.), а площта 130 кв. км. Намира се на около 1950 км южно от столицата Ханой и на 45 км от границата с Камбоджа. Развита е търговията с ориз и риба. В града има университет в който се обучават над 8000 студенти.